# Окюз Мехмед-паша
Окю́з Мехме́д-паша (тур. Öküz Mehmed Paşa; 1557 — 1619/1621) — османский государственный и военный деятель, два раза занимал должность великого визиря (1614—1616, январь—декабрь 1619).

## Биография

### Происхождение и ранняя жизнь
Мехмед-паша по происхождению был турок; вероятно, он был сыном кузнеца, который подковывал волов, отсюда его прозвище Öküz, что означает бык. В юные годы был принят во дворец Топкапы, где он сначала получил своё образование в дворцовой школе Эндерун, а затем он занимал несколько придворных должностей, среди которых были должности хранителя кладовой и оруженосца.

### Бейлербей Египта
В 1607 году во время правления султана Ахмеда I был назначен на должность бейлербея Египта, в котором произошло восстание сипахов. В результате восстания солдат, в 1604 году был убит бейлербей Египта Мактул Хаджи Ибрагим-паша, что вызвало нестабильность в провинции. Став бейлербеем Египта, он подавил бунт сипахов и отменил налог тульбу, который был введён сипахами для сельского населения. Мехмед-паша казнил некоторых правителей округов, которые допустили сбор налогов, а также занимался ремонтом зданий и сооружений, которые были построены в период правления мамлюков.
В феврале 1609 года мятежники собрались на совете, в городе Танта, у могилы Ахмада аль-Бадави и объявили, что они будут сопротивляться деятельности Мехмеда-паши. Они стали собирать войска и грабить деревни в поисках продовольствия, а переговоры с мятежниками, которые пытался устроить Мехмед-паша, не принесли успеха. В битве около Каира повстанцы были разгромлены; более 250 человек казнены по приказу Мехмеда-паши и более 300 человек был сосланы в Йемен. Мехмед-паша, подавив восстание, вернул Египет под власть османского султана, за что получил прозвище Кул Кыран (рабовладелец).

### Государственная служба
В 1611 году Мехмед-паша был вызван в Стамбул, где ему был оказан высокий почёт, и за него была выдана дочь Гевхерхан-султан, дочь Ахмеда I. В том же году султан Ахмед I назначил его на должность главнокомандующего флотом, которым он оставался в течение двух лет, пока не был снят со своей должности, из-за того, что 10 галер его флота были уничтожены около Самоса венецианским флотом.
17 октября 1614 года Мехмед-паша был назначен на должность великого визиря и он возглавил армию во время войны с Сефевидским Ираном. В апреле 1616 года во главе османской армии он выступил в поход из Алеппо и в сентябре того же года подошёл к Эривану. Осада хорошо укреплённого города затянулась и была снята из-за наступившей зимы, после чего армия отступила в Эрзурум. Мехмед-паша был снят со своей должности, но в правление султана Мустафы I был назначен бейлербеем Айдына. Он был снят с должности по жалобе великого визиря Марашлы Халиля-паши. 
В январе 1618 года султан Мустафа I назначил во второй раз Мехмед-пашу на должность великого визиря, которым он оставался и при новом султане Османе II. В декабре 1619 года Окюз Мехмед-паша был уволен со своей должности и новый великий визирь Гюзельдже Али-паша конфисковал большую часть его имущества и отправил в Алеппо в качестве бейлербея. По некоторым данным, Окюз Мехмед-паша умер в Алеппо после продолжительной болезни.